# Basilica di San Giorgio (Praga)
La basilica di San Giorgio (in ceco Bazilika svatého Jiří) è la più antica chiesa superstite all'interno del castello di Praga. Era la chiesa abbaziale dell'omonimo monastero. All'interno una cappella in stile gotico dedicata a Ludmilla di Boemia custodisce la tomba della santa.

## Storia

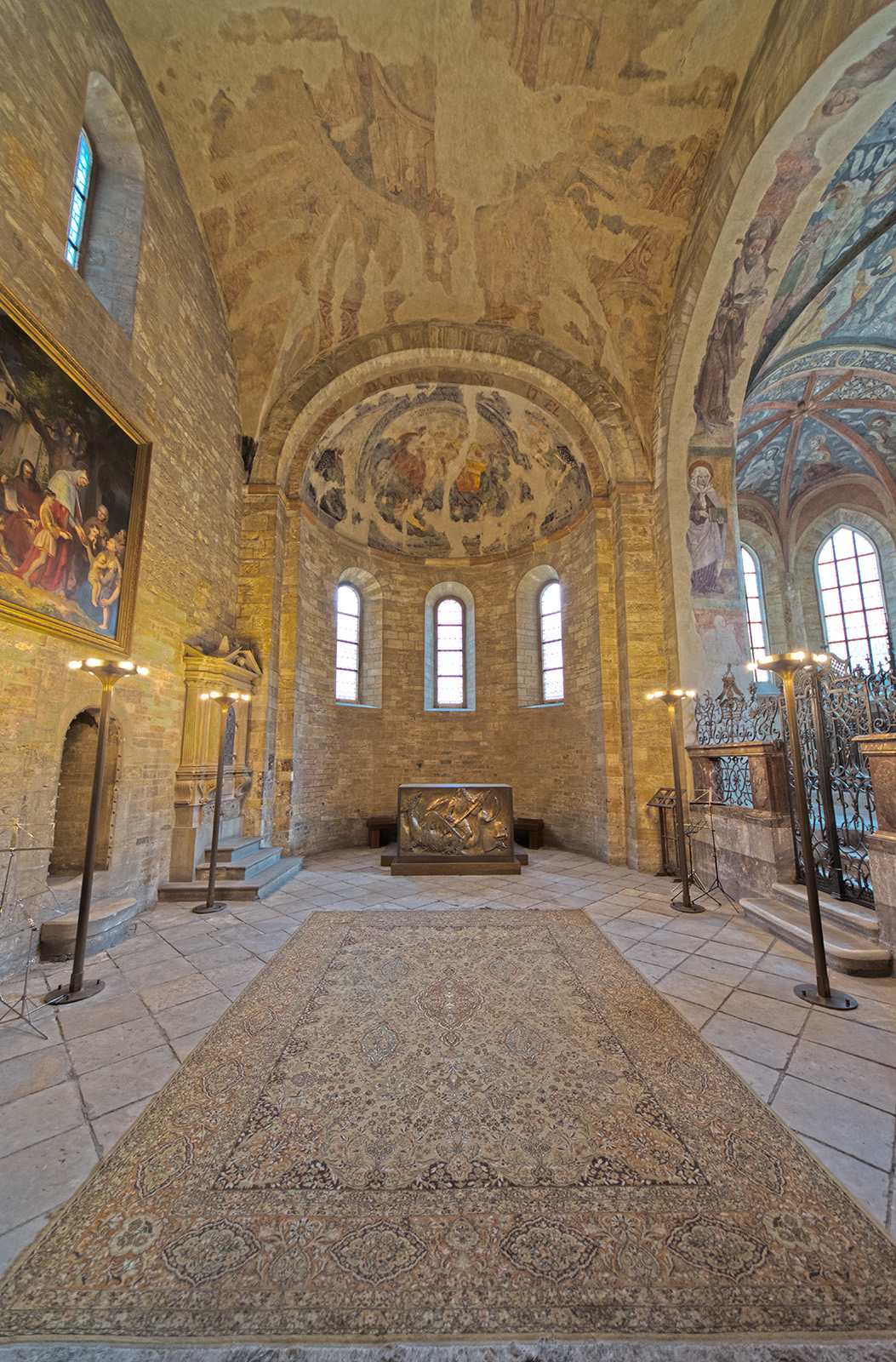
Interno della Basilica

La costruzione della prima basilica sul terreno del successivo monastero fu iniziata dal duca Vratislao I. Quando questi morì nel 921, la costruzione era già terminata ma la chiesa non era ancora stata consacrata. Solo suo figlio Venceslao I di Boemia concluse il progetto. Egli vi fece inumare nel 925 la salma della nonna Ludmilla di Boemia e la chiesa fu consacrata per questo motivo. La basilica assunse in quei tempi di inizio della diffusione del cristianesimo in Boemia una posizione di spicco. La sua collegiata fu al centro del territorio fino alla fondazione dell'arcidiocesi di Praga. Dal 976 sul lato nord della basilica fu eretto il primo edificio del monastero e la basilica funse da chiesa abbaziale. L'originario edificio a tre navate fu completato con un coro, una tribuna per le suore e una cripta.
Chiesa e convento subirono, durante l'assedio di Praga del 1142, pesanti danni causati da un incendio. I danni vennero riparati tra il 1145 e il 1151 e alla chiesa furono aggiunte, in quell'occasione, due torri.
Negli anni tra il 1364 e il 1378 la badessa Elisabetta terminò la ristrutturazione della cappella di Santa Ludmilla nell'attuale stile romanico; l'altare della cappella fu consacrato nel 1371 dall'arcivescovo Jan Očko z Vlašimi.
Tra il 1608 e il 1612 la badessa Sofia di Helfenburg fece erigere nella parte occidentale della navata centrale un ampio coro per le suore.
Nel tardo XVII secolo fu costruita la facciata barocca.
Tra il 1717 e il 1722 fu eretta la cappella di San Giovanni Nepomuceno, opera di František Kaňka.

## Sepolture
- Vratislao I di Boemia († 13 febbraio 921);
- Ludmilla di Boemia († 15 settembre 921);
- Boleslao II di Boemia († 7 febbraio 999);
- Ulrico di Boemia († 9 novembre 1034);
- Jaromír di Boemia († 4 novembre 1035);
- Agnese di Boemia († 1228);
- Cunegonda di Boemia († 27 novembre 1321).